# SINGLES 1987-1992
『SINGLES 1987-1992』（シングルス ナインティーン・エイティセヴン・ナインティーン・ナインティツー）は、1992年7月15日にリリースされたプリンセス プリンセス初のベスト・アルバム。

## 解説
それまでにリリースしたシングル曲、シングルのカップリングで人気の高かった「M」に新曲「晴れた日に」をプラスしたベスト・アルバム。初回プレス盤のみ、ロゴが凸凹した特殊メタル加工ケース仕様。
形式上はベスト・アルバムとなっているが、メンバー全員がメジャー・デビュー時から「ベスト・アルバムは絶対作らない」旨を公言しており、本作においても、「あくまでもオリジナル・アルバム未収録曲を含めたシングル曲を集めたアルバムで、ベスト・アルバムでは無い」姿勢で制作された。
本作でアルバム初収録となったのは「世界でいちばん熱い夏」「Diamonds」「OH YEAH!」「KISS」、同年5月21日に先行シングルカットされた「パイロットになりたくて」の5曲。
「世界でいちばん熱い夏」は昭和時代の制作音源、平成に入りシングルで発表された音源とで二度にわたってシングルになっており、本作には昭和時代の制作音源をリミックスの上収録。同様に、1stシングル「恋はバランス」、3rdシングル「MY WILL」も本作ではリミックスして収録されている。
本作は1992年7月27日から8月24日付けまでのオリコンチャートにて5週連続1位を獲得、売り上げ枚数は同年11月23日付けで130.2万枚となった。その後同チャートの登場回数は26回となり、最終的な売り上げ枚数は133.9万枚となった。これによりオリコンアルバムチャートにおいて4作連続1位を獲得する結果となり、バンド通算3作目のミリオンセラーとなった。累計売上も、5枚目のアルバム『PRINCESS PRINCESS』（1990年）に次ぐ売り上げ枚数となっている。

## 収録曲
1. THE PRIVATE FANFARE [3:51]
作曲・編曲：奥居香
  - 新曲。Instrumental。
2. 19 GROWING UP -ode to my buddy- [4:15]
作詞：富田京子、作曲：奥居香
  - 4thシングル。
  - アルバム『HERE WE ARE』収録。
3. 世界でいちばん熱い夏（'92mix） [3:47]
作詞：富田京子、作曲：奥居香
  - 2ndシングル。
4. OH YEAH! [4:08]
作詞：中山加奈子、作曲：奥居香　
  - 9thシングル。
5. KISS [4:31]
作詞：富田京子・中山加奈子、作曲：奥居香
  - 11thシングル。
6. ジュリアン [5:07]
作詞：中山加奈子、作曲：奥居香
  - 10thシングル。
  - アルバム『PRINCESS PRINCESS』収録。
7. 恋はバランス（'92mix） [3:43]
作詞：中山加奈子、作曲：鈴木キサブロー
  - 1stシングル。
  - アルバム『TELEPORTATION』収録。
8. GO AWAY BOY [4:11]
作詞・作曲：中山加奈子
  - 5thシングル。
  - アルバム『HERE WE ARE』収録。
9. GET CRAZY! [4:35]
作詞：中山加奈子、作曲：奥居香
  - 6thシングル。
  - アルバム『LET'S GET CRAZY』収録。
10. M [4:35]
作詞：富田京子、作曲：奥居香
  - 7thシングル「Diamonds」C/W曲。
  - アルバム『LET'S GET CRAZY』収録。
11. MY WILL（'92mix） [4:17]
作詞：今野登茂子、作曲：奥居香
  - 3rdシングル。
  - アルバム『HERE WE ARE』収録。
12. ジャングルプリンセス [5:04]
作詞：今野登茂子、作曲：中山加奈子
  - 13thシングル。
  - アルバム『DOLLS IN ACTION』収録。
13. SEVEN YEARS AFTER [4:43]
作詞：富田京子、作曲：奥居香
  - 12thシングル。
  - アルバム『DOLLS IN ACTION』収録。
14. パイロットになりたくて [4:20]
作詞：中山加奈子、作曲：今野登茂子
  - 14thシングル。
15. Diamonds [4:58]
作詞：中山加奈子、作曲：奥居香
  - 7thシングル。
16. 晴れた日に [4:28]
作詞：富田京子、作曲：奥居香
  - 本作の為に書き下ろされた楽曲

## 関連作品
同年10月21日、ミュージック・ビデオをまとめた本作の映像版作品『VIDEO SINGLES 1987-1992』が発売。